# Mercy Otis Warren
Mercy Otis Warren (Barnstable, 19 ottobre 1728 – Plymouth, 19 ottobre 1814) è stata una scrittrice e patriota statunitense, propagandista della rivoluzione americana.

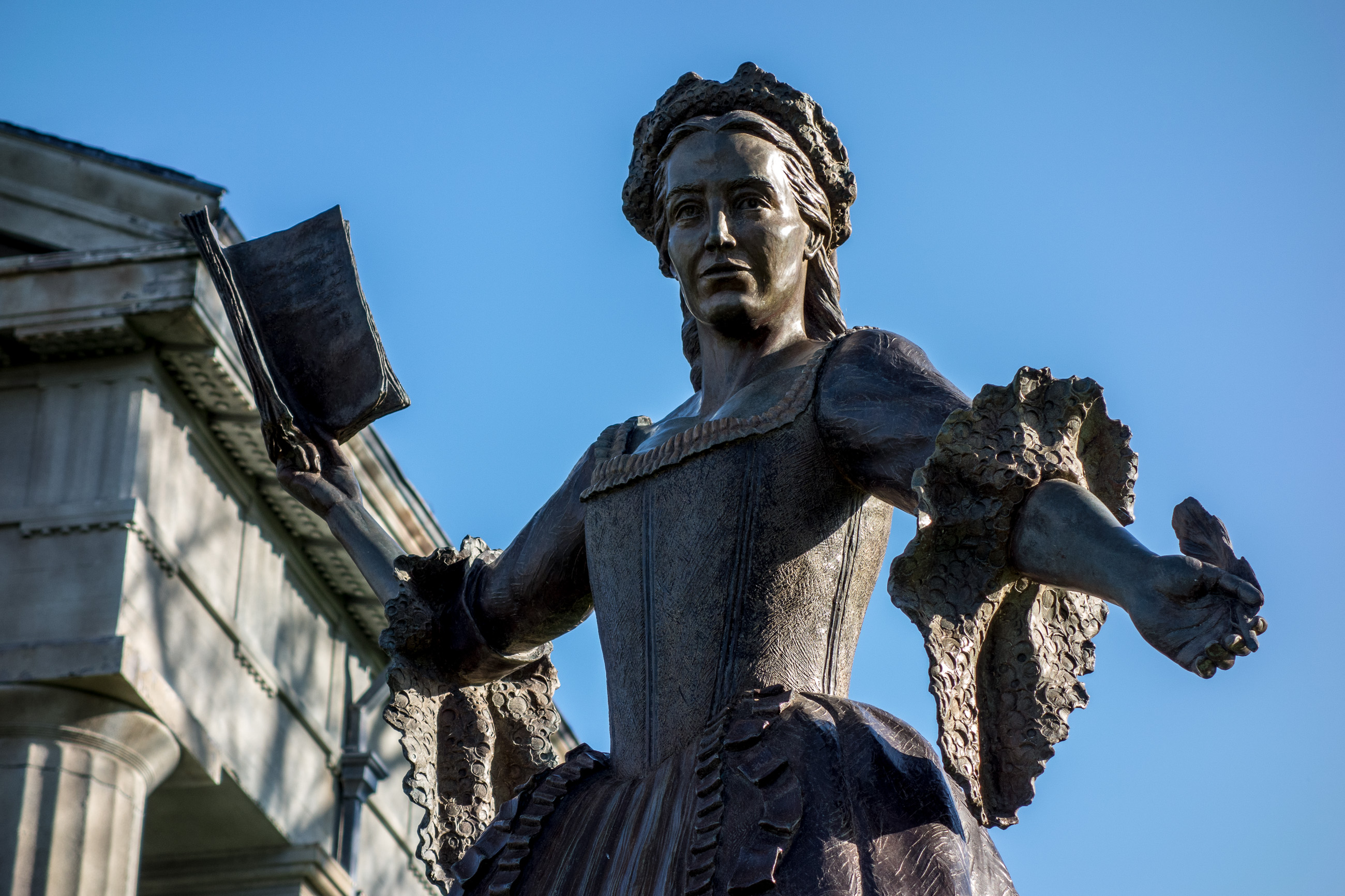
La scultura in bronzo di Mercy Otis Warren di fronte al tribunale della contea di Barnstable

Durante gli anni precedenti la rivoluzione americana, Warren pubblicò poesie e opere teatrali che attaccavano l'autorità reale in Massachusetts e sollecitavano i coloni a resistere alle violazioni britanniche sui diritti e le libertà coloniali. Era sposata con James Warren, che era anche molto attivo nel movimento per l'indipendenza.
Durante il dibattito sulla Costituzione degli Stati Uniti nel 1788, pubblicò un opuscolo, Observations on the new Constitution, and on the Federal and State Conventions, scritto sotto lo pseudonimo di "Un patriota colombiano", con il quale si opponeva alla ratifica del documento e sosteneva l'inclusione di una dichiarazione dei diritti. Si è pensato per molto tempo che le osservazioni fossero opera di altri scrittori, in particolare Elbridge Gerry. Fu solo quando il suo discendente Charles Warren trovò un riferimento ad essa in una lettera del 1787 alla storica britannica Catharine Macaulay che fu accreditata come autrice del testo . Nel 1790 pubblicò una raccolta di poesie e opere teatrali sotto il suo nome, un fatto molto insolito per una donna all'epoca.

## Biografia
Mercy Otis nacque nel 1728 in Massachusetts. Sua madre era una discendente di un passeggero della Mayflower e suo padre era un agricoltore e avvocato che servì da giudice per il tribunale della contea di Barnstable, un avversario schietto del dominio britannico e dell'allora governatore coloniale Thomas Hutchinson. Mercy crebbe nel mezzo di ideali rivoluzionari. Suo padre aveva anche opinioni non convenzionali sull'educazione di sua figlia, poiché sosteneva pienamente i suoi sforzi, il che era estremamente insolito per il XIX secolo.
Sposò il politico James Warren nel 1754 ed ebbero cinque figli.
Suo marito James ebbe una illustre carriera politica. Nel 1765 fu eletto alla Camera dei rappresentanti del Massachusetts. Divenne presidente della Camera e presidente del Congresso provinciale del Massachusetts. Durante la guerra d'indipendenza americana inoltre prestò servizio nell'esercito di George Washington . Mercy Warren partecipò attivamente alla vita politica di suo marito. I Warren furono sempre più coinvolti nel conflitto tra le colonie americane e il governo britannico. La loro casa di Plymouth era spesso un luogo d'incontro per la politica locale e i rivoluzionari, inclusi i Sons of Liberty. Warren divenne sempre più attratta dall'attivismo politico e ospitò incontri di protesta nella sua casa. Con l'assistenza dell'amico Samuel Adams, questi incontri gettarono le basi per i comitati di corrispondenza. Come al padre e ai fratelli di Mercy, ai primi patrioti non piaceva il governatore coloniale. La misericordia divenne di conseguenza una forte voce politica con opinioni sulla libertà, sul governo repubblicano e sull'indipendenza delle colonie americane.

## Scritti e politiche rivoluzionarie
Warren formò una forte cerchia di amici con cui corrispondeva regolarmente, tra cui Abigail Adams, John Adams, Martha Washington e Hannah Winthrop, moglie di John Winthrop. In una lettera a Catharine Macaulay scrisse: "L'America è armata di risolutezza e virtù, ma si ritira ancora all'idea di estrarre la spada contro la nazione da cui ha tratto la sua origine. Eppure la Gran Bretagna, come un genitore innaturale, è pronta a immergere il suo pugnale nel seno della sua prole affettuosa. " Attraverso la loro corrispondenza accrebbero la loro consapevolezza sui problemi delle donne e influenzarono il corso degli eventi per promuovere la causa americana.
Divenne corrispondente e consulente di molti leader politici, tra cui Samuel Adams, John Hancock, Patrick Henry, Thomas Jefferson, George Washington e soprattutto John Adams, che fu suo mentore letterario negli anni che portarono alla rivoluzione.
Dal momento che Warren conosceva personalmente la maggior parte dei leader della rivoluzione, fu costantemente al centro degli eventi dal 1765 al 1789. Tutte le opere di Warren furono pubblicate in forma anonima fino al 1790 quando pubblicò Poems, Dramatic and Miscellaneous
Accusando l'allora governatore del Massachusetts Thomas Hutchinson, nel 1772 pubblicò la commedia satirica The Adulateur, nella quale predisse la guerra di indipendenza.
Nel 1773 scrisse The Defeat, interpretando anche il personaggio basato su Hutchinson. L'assistenza di Warren nel movimento per rimuovere il governatore Hutchinson dalla sua posizione attraverso The Defeat fu uno dei suoi più grandi successi e permise al pezzo un raro lieto fine. Nel 1775 Warren pubblicò The Group, una satira che ipotizzava cosa sarebbe accaduto se il re britannico avesse abrogato la carta dei diritti del Massachusetts. Le sono state attribuite anche The Blockheads (1776) e The Motley Assembly (1779), pubblicate anonimamente. Nel 1788 pubblicò Observations on the New Constitution, alla cui ratifica si oppose come anti-federalista.
Warren fu una dei patrioti più convincenti della rivoluzione e le sue opere ispirarono gli altri a diventare patrioti. Il suo lavoro guadagnò la stima di numerosi uomini di spicco dell'epoca, tra cui George Washington e Alexander Hamilton.

## Scritti post-rivoluzionari

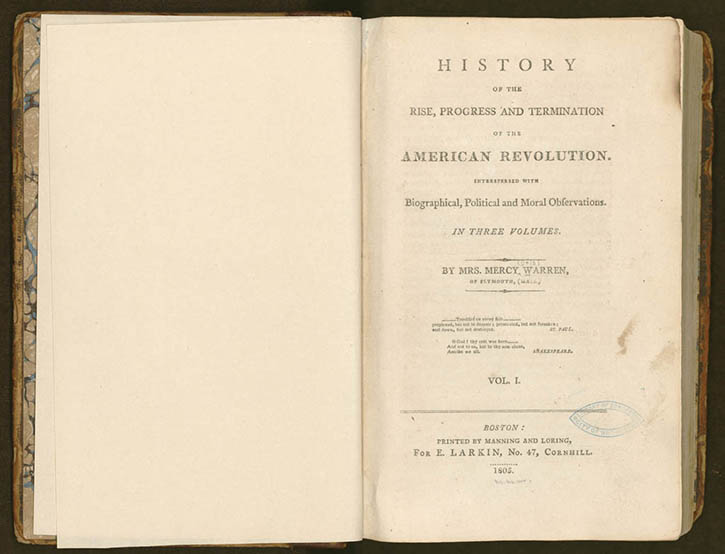
History of the Rise, Progress and Termination of the American Revolution (1805)

Nel 1790 pubblicò Poems, Dramatic and Miscellaneous, la prima opera che porta il suo nome. Il libro contiene diciotto poesie politiche e due opere teatrali. Le due opere teatrali si chiamano The Sack of Rome e The Ladies of Castille, trattano della libertà, dei valori sociali e morali necessari per il successo della nuova repubblica.
Nel 1805 pubblicò History of the Rise, Progress, and Termination of the American Revolution. Le forti critiche del libro a John Adams portarono a una corrispondenza accesa e a una rottura della loro amicizia, che durò fino al 1812.

## Morte

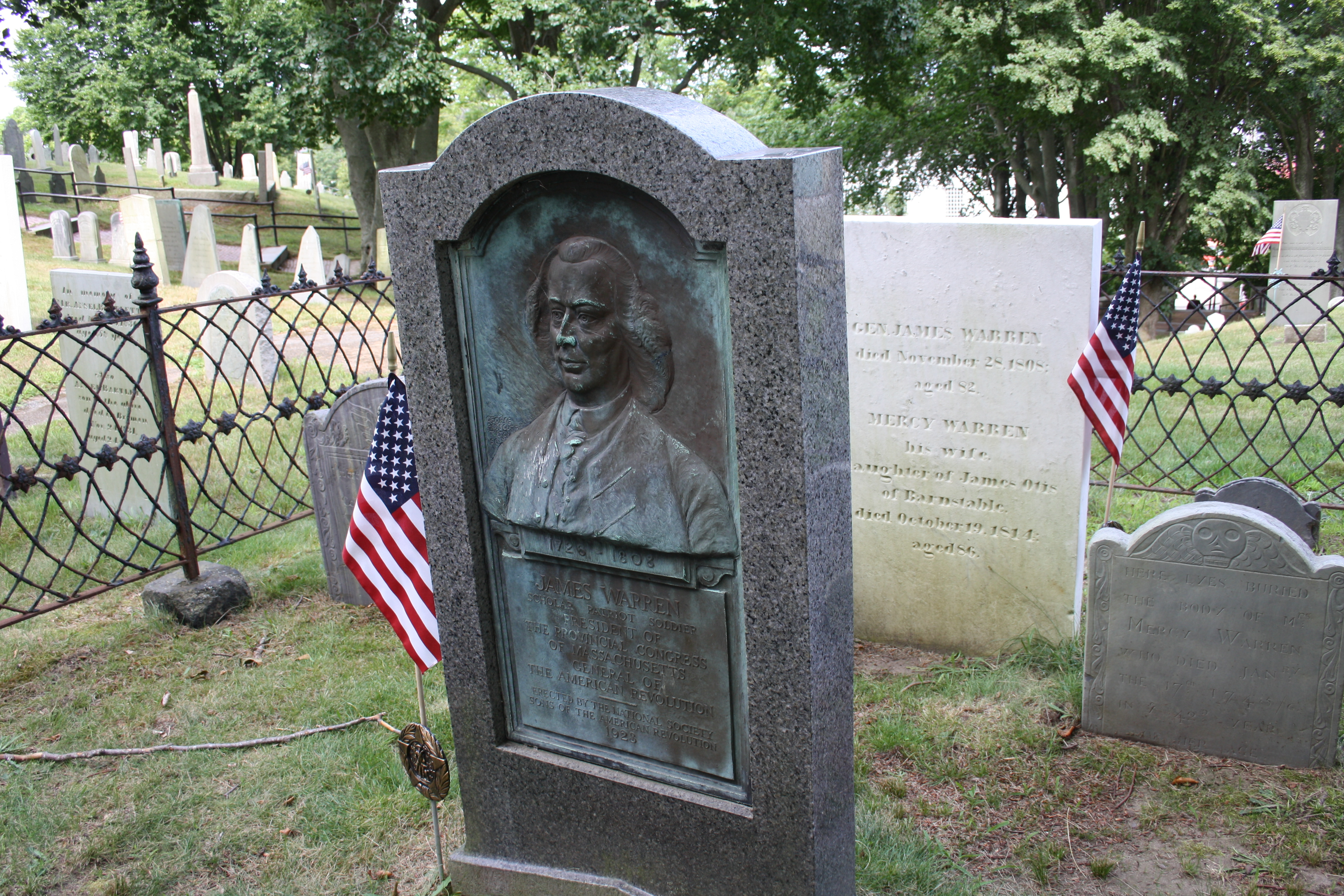
La lapide di Mercy Otis Warren

Mercy Otis Warren morì nel 1814. È sepolta a Plymouth, in Massachusetts.